# Momento delicato
Momento delicato è un 33 giri di Fiorella Mannoia pubblicato dalla Ariston Records nel 1985 (Catalogo: AR/LP 12424 - Matrici: 12424-1L/12424-2L) e distribuito dalla Dischi Ricordi. Il disco è stato arrangiato e prodotto da Mario Lavezzi. Dal 2001 è disponibile la versione in download digitale pubblicata per la Sony BMG.

## Tracce
Lato A
1. L'aiuola – 3:16 (testo: Mogol – musica: Mario Lavezzi; edizioni musicali ABR, Equipe, Avventura)
2. Happy End – 3:32 (Mario Acquaviva; edizioni musicali Equipe, Coccodrillo)
3. L'anima lo sa – 3:41 (testo: Oscar Avogadro – musica: Mario Lavezzi; edizioni musicali ABR, Mascheroni, Fun House, Equipe)
4. Canto e vivo – 4:13 (testo: Oscar Avogadro – musica: Piero Fabrizi; edizioni musicali Equipe)
5. Quasi amore – 3:39 (testo: Oscar Avogadro – musica: Mario Lavezzi; edizioni musicali ABR, Mascheroni, Fun House, Equipe)

Durata totale: 18:21
Lato B
1. Quand'eri tu la musica – 3:26 (testo: Oscar Avogadro – musica: Mario Lavezzi; edizioni musicali ABR, Equipe, Mascheroni, Fun House)
2. Dolce mistero – 3:56 (testo: Oscar Avogadro – musica: Piero Fabrizi; edizioni musicali Equipe)
3. Momento delicato (feat. Mario Lavezzi) – 4:27 (testo: Mogol – musica: Mario Lavezzi; edizioni musicali ABR, Equipe, Mascheroni, Fun House)
4. La Luna stasera – 3:37 (testo: Francesco Massimiani – musica: Telpa; edizioni musicali Equipe)
5. Viva la vita – 4:13 (testo: Marco Luberti – musica: Claudio Mattone; edizioni musicali Metropolitana, Equipe)

Durata totale: 19:39

## Formazione
- Fiorella Mannoia – voce
- Stefano Cerri, Dino D'Autorio – basso
- Roberto Rossi – programmazione
- Piero Fabrizi, Mario Lavezzi – chitarra
- Matteo Fasolino, Danilo Madonia – tastiera
- Alfredo Golino – batteria e percussioni
- Claudio Pascoli – sax
- Giulia Fasolino – cori